# Guillaume-Antoine Olivier
Guillaume-Antoine Olivier, född 19 januari 1756 i Les Arcs, död 1 oktober 1814 i Lyon, var en fransk entomolog och naturhistoriker. Ödlearten Mesalina olivieri är döpt efter honom.
Auktorsnamnet Olivier kan användas för Guillaume-Antoine Olivier i samband med ett vetenskapligt namn inom zoologin; se Wikipedia-artiklar som länkar till auktorsnamnet.